# Chiesa di San Nicolò (Treviso)
Il Tempio Monumentale di San Nicolò è un edificio religioso cattolico di Treviso. Per dimensioni, è la più grande costruzione del genere della città, superando anche il Duomo.
La chiesa si trova nella parte sud-occidentale del centro storico, sulla riva sinistra del Sile, in una zona perlopiù di recente costruzione in quanto gravemente danneggiata dai bombardamenti del 1944. Annesso all'edificio è l'ex convento dei domenicani, oggi seminario vescovile.

## Storia
A partire dal 1221 i frati domenicani si stabilirono a Treviso su invito diretto del Comune, che stanziò un contributo pubblico di 500 lire per la costruzione della chiesa e del convento.
I domenicani acquisirono un terreno nella zona sud-occidentale della città, all'interno della cerchia muraria appena eretta, dove probabilmente esisteva già una cappella dedicata a San Nicola.
La nuova chiesa risultava già consacrata nel 1282, come attestato da un documento che la indicava come modello per la costruzione della nuova chiesa di Santa Margherita degli Eremitani. Questa prima chiesa era di notevoli dimensioni: lunga 24 pertiche e larga 7 (circa 49 × 14 metri).
In questi anni, nel convento annesso, iniziò la propria formazione religiosa Niccolò Bocassino, futuro Papa Benedetto XI. Divenuto prima Provinciale dei domenicani della Provincia Lombarda e successivamente, nel 1296, Maestro generale dell'Ordine, fu poi nominato cardinale e nunzio in Ungheria. Durante il viaggio di ritorno da questa missione, di passaggio a Treviso, donò ai suoi confratelli 25.000 fiorini per l’ampliamento del complesso monastico. Pochi giorni dopo venne eletto papa.
La chiesa rimase sempre nel cuore di Benedetto XI, tanto che, secondo una tradizione non confermata da fonti certe, nel suo testamento lasciò altri 48.000 fiorini per il completamento dei lavori. Si racconta inoltre che fosse intenzionato a trasferire la sede pontificia a Treviso e che per questo avesse finanziato i lavori di costruzione e ampliamento della chiesa.
San Nicolò, fondata dai domenicani, è adiacente al seminario vescovile di Treviso. Il culto di San Nicola, vissuto nel IV secolo e celebrato il 6 dicembre, è all'origine della figura di Babbo Natale. Secondo la tradizione, san Nicola donò una dote a tre fanciulle povere affinché potessero sposarsi invece di essere costrette alla prostituzione e, in un’altra occasione, salvò tre fanciulli.

## Descrizione

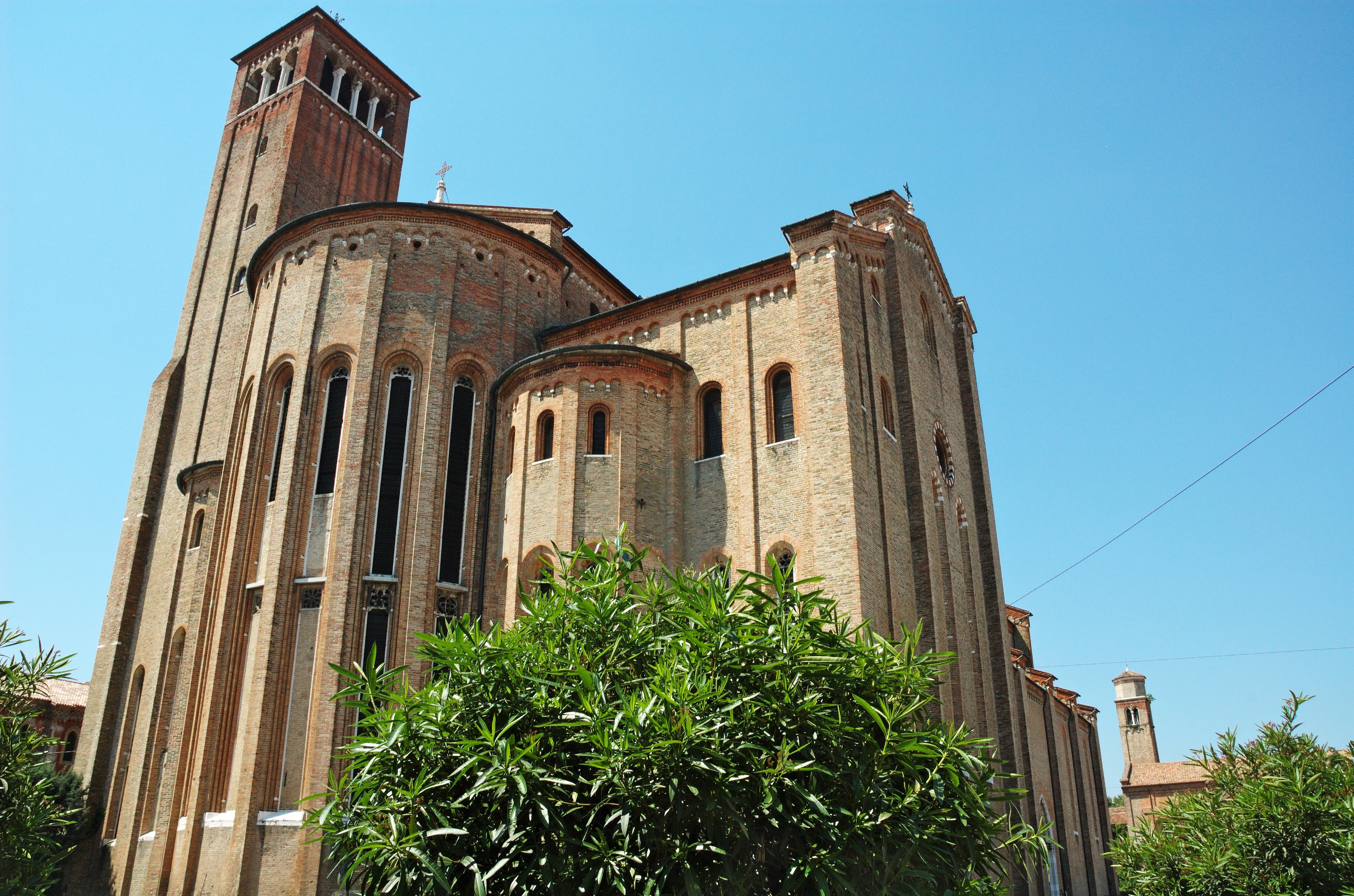
Campanile, abside e transetto, da nord-est

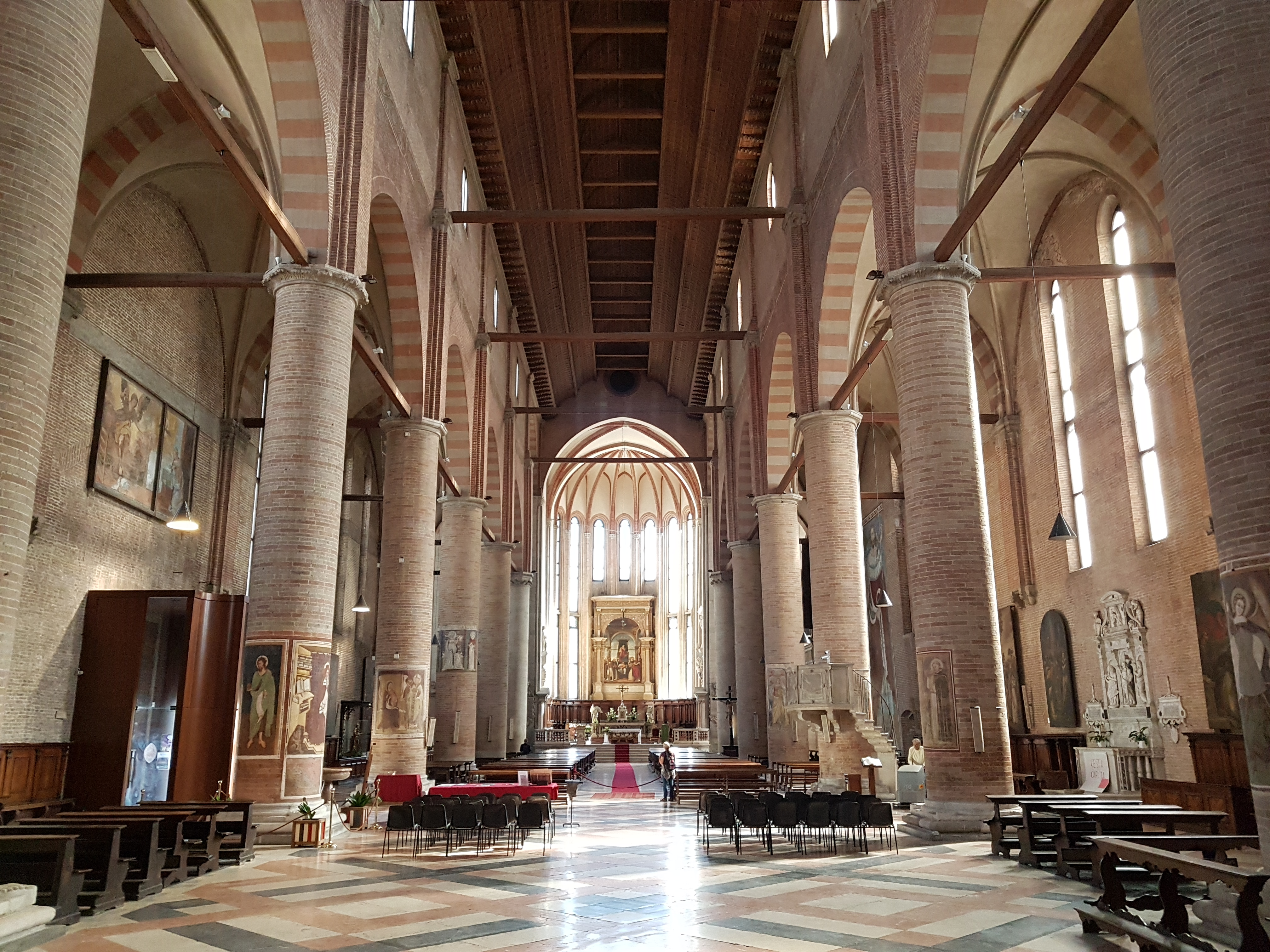
L'interno

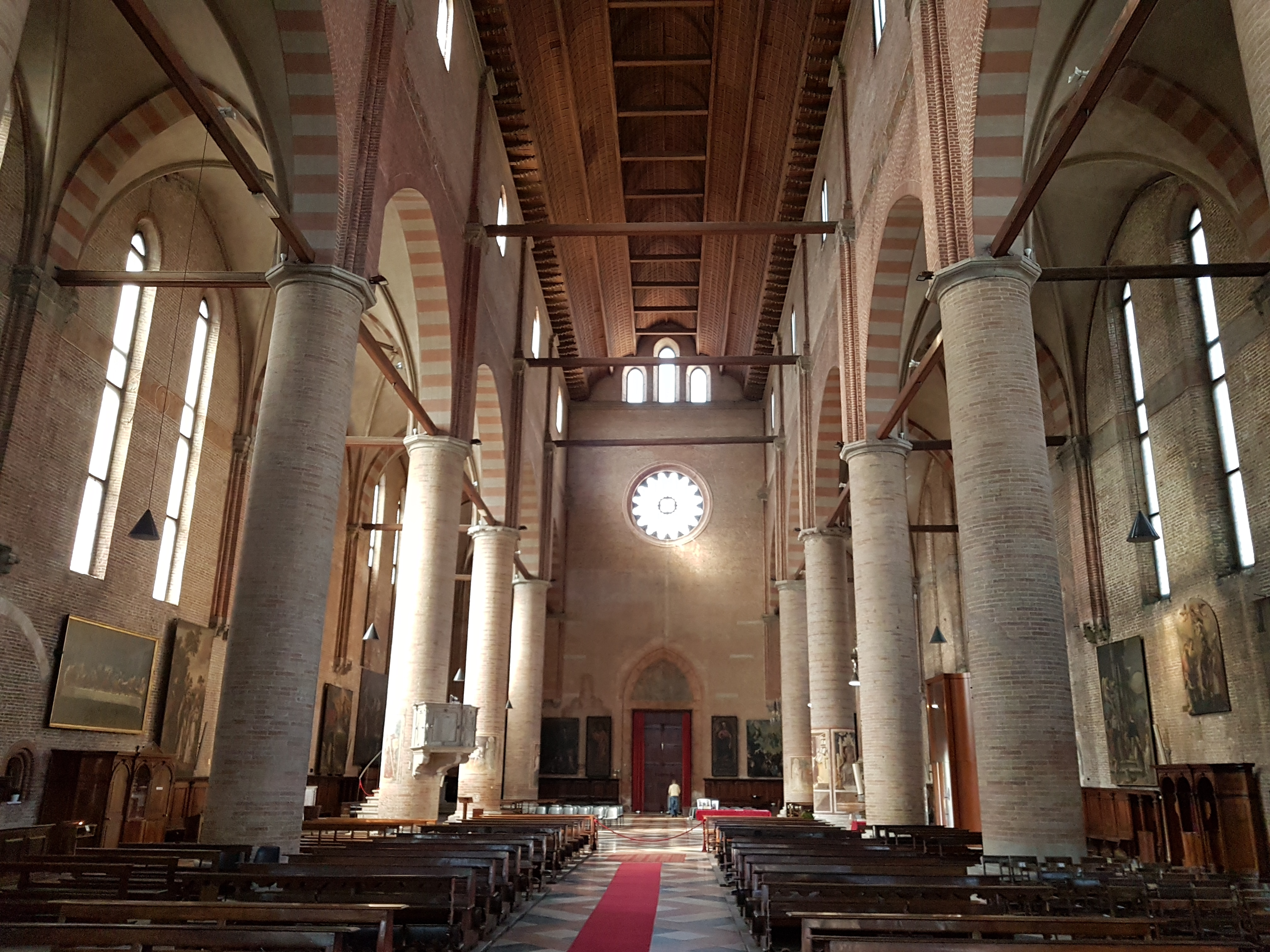
L'Interno verso la controfacciata

### Esterno
Il tempio di San Nicolò è una chiesa a croce latina in laterizio, con tre navate e cinque cappelle terminali, considerata uno dei capolavori dell’architettura lombardo-gotica realizzati dagli Ordini Mendicanti in Veneto.
Nonostante le sue imponenti dimensioni, l’edificio conserva elementi tipici della tradizione architettonica romanica, quali la compattezza delle murature, le lesene e le cornici ad archetti pensili.
Un tratto distintivo della struttura è il marcato slancio verticale, evidenziato dalle sottili lesene, accentuato dalle modanature, dalle cornici in pietra bianca delle alte finestre e dall'imponente campanile. Questo slancio è tuttavia equilibrato dalla solidità della massa muraria della chiesa.
La facciata presenta un rosone ornato di terrecotte e una parte sommitale a cuspide, che ne accentua la verticalità. Tuttavia, le ridotte dimensioni del sagrato ostacolano una piena visuale dell’edificio dal fronte principale.
Sebbene la chiesa possa essere meglio apprezzata dal lato settentrionale e dalle absidi, il contesto urbanistico circostante risulta troppo ristretto per valorizzarne appieno l’imponenza e consentirne una piena fruizione estetica dall’esterno.

### Interno
L'interno del tempio di San Nicolò si distingue per un ampio spazio, con una lunghezza di circa 88 metri, un'altezza di 33,35 metri e una larghezza di 27,50 metri nel corpo centrale, che raggiunge i 38,32 metri in corrispondenza della crociera.
L’ambiente è caratterizzato da una luminosità diffusa, che si riflette nei toni caldi e dorati del mattone.
La pianta a croce latina è suddivisa in tre navate, interrotte da un transetto sul quale si aprono cinque cappelle absidali disposte parallelamente.
Le navate minori, grazie alla loro notevole altezza, contribuiscono a una percezione fluida e unitaria dello spazio. L’elemento distintivo della struttura è costituito dalle dodici colonne cilindriche, di cui dieci in laterizio e le due anteriori in pietra, simbolicamente corrispondenti al numero degli Apostoli.

Le colonne, che sostengono il soffitto ligneo a capriate, presentano affreschi di Tommaso da Modena, tra cui quelli sulla seconda colonna a sinistra, raffiguranti San Girolamo, Santa Agnese e San Romualdo. Altri affreschi, attribuiti alla scuola del maestro, sono disseminati in varie parti della chiesa.

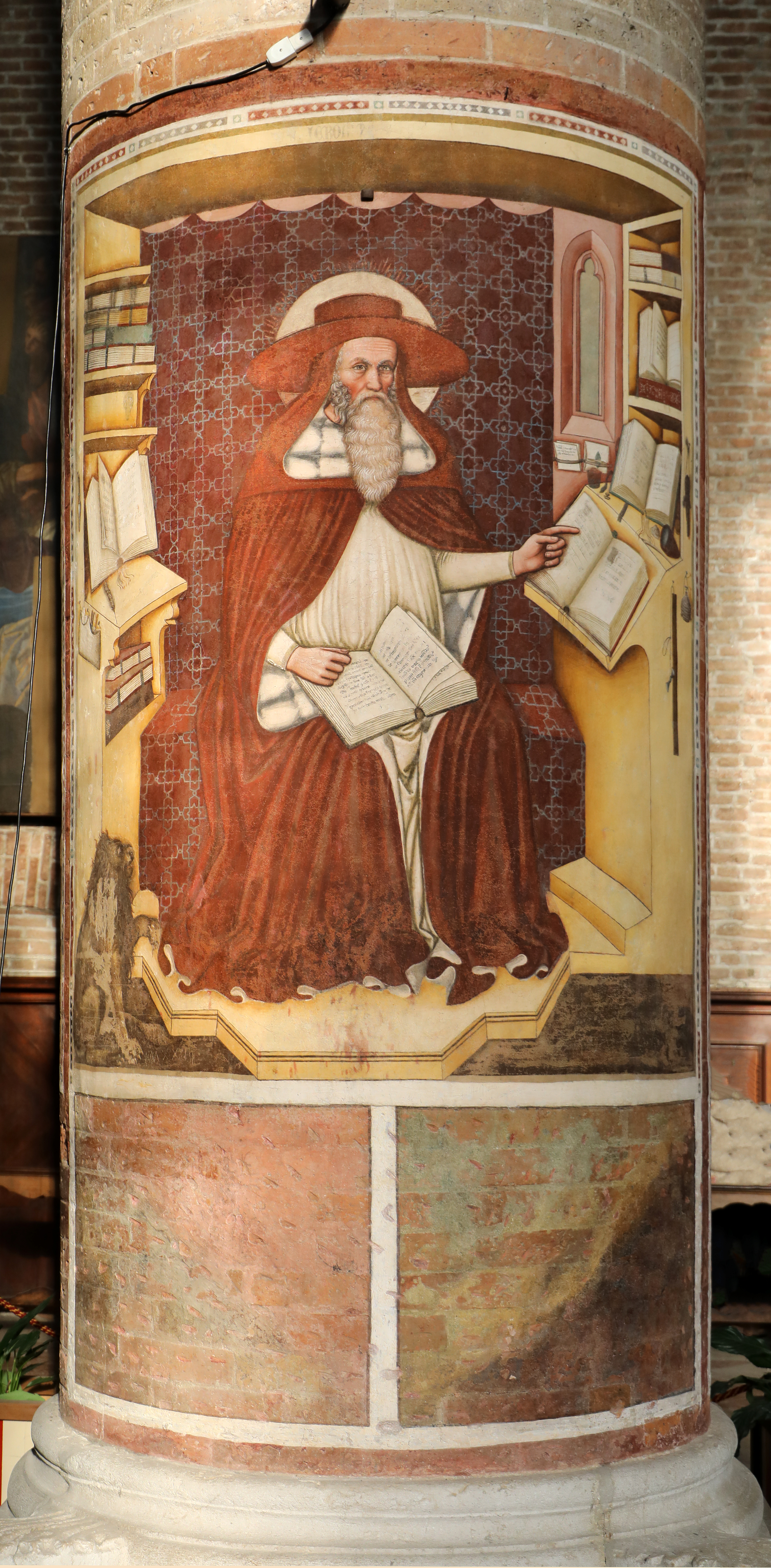
Tommaso da Modena, San Girolamo
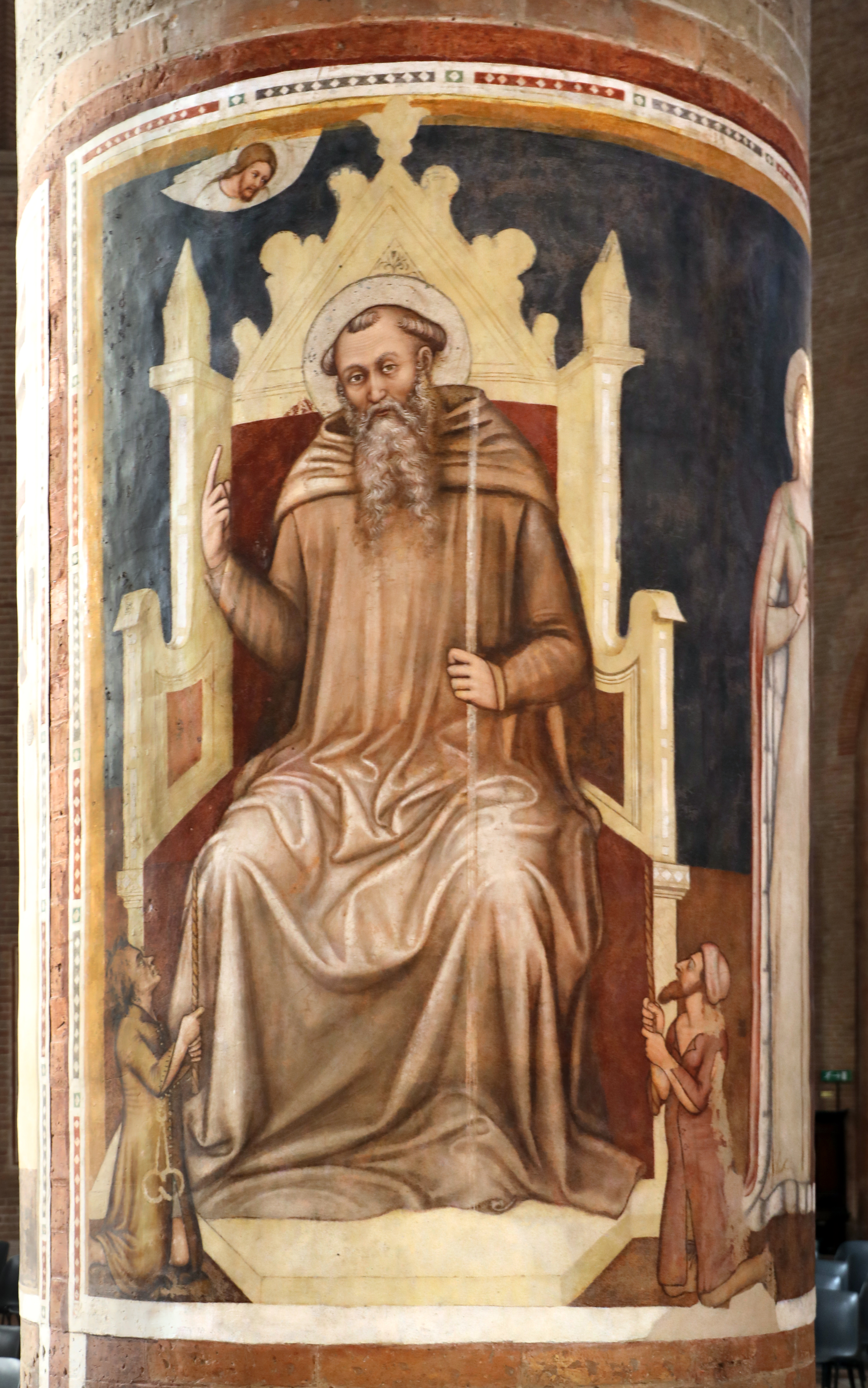
San Romualdo
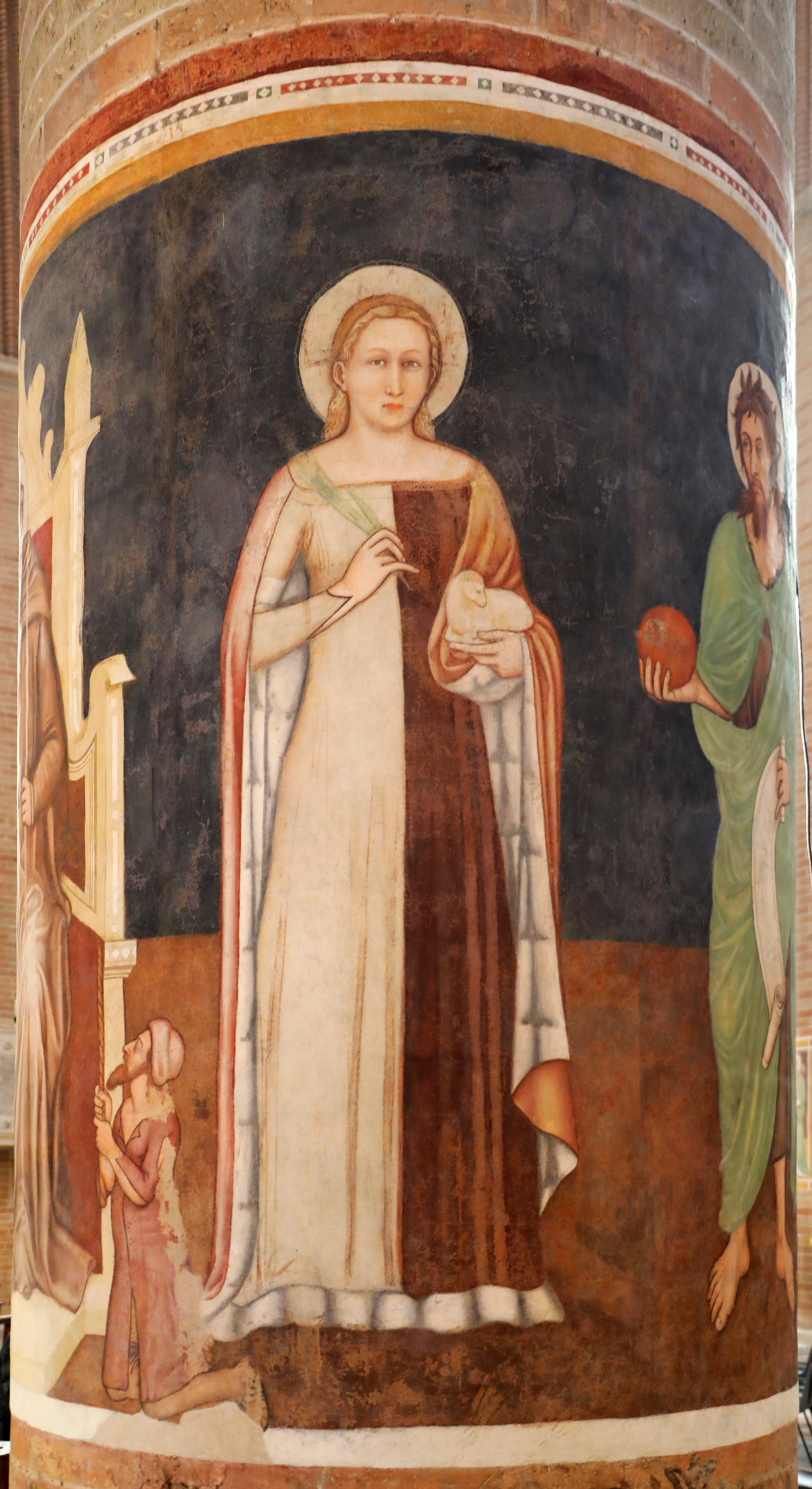
Santa Agnese e San Giovanni Battista

#### Fenomeno del solstizio d'inverno
I committenti dell’epoca stabilirono che il tempio dovesse essere costruito secondo una precisa disposizione di finestre, medaglioni e affreschi.
La chiesa fu quindi edificata con un'inclinazione di 91 gradi e 4 primi rispetto alla linea solare, in modo che, nel giorno del solstizio d’inverno, intorno a mezzogiorno, i raggi del sole colpissero perfettamente i sei medaglioni posti sul lato nord.

Le figure di santi e sante raffigurate nei medaglioni sono attribuite a un artista veneto attivo tra il 1220 e il 1330, sebbene alcuni studiosi ipotizzino un coinvolgimento, almeno parziale, di Tommaso da Modena.

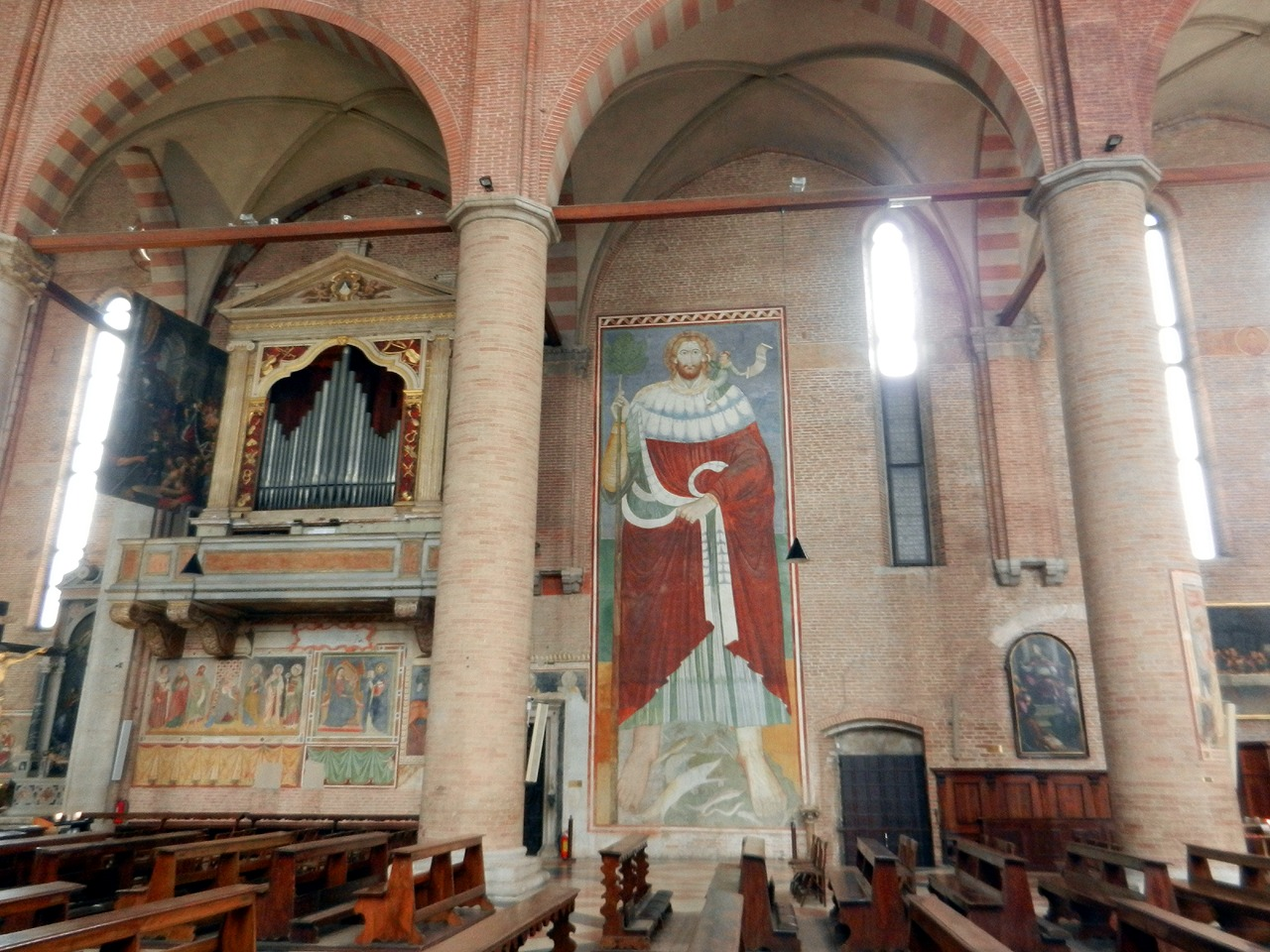
Il grande affresco di San Cristoforo della navata destra

#### Presbiterio
L'abside gotica si distingue per il forte slancio verticale, caratterizzato da numerose finestre alte e strette, incorniciate da sottili nervature. La pianta della chiesa, a croce latina, è suddivisa in tre ampie navate, ciascuna delle quali culmina in una cappella absidale.
Nel settore centrale, che ospita il presbiterio, si trova il monumento funebre di Agostino Onigo, realizzato nel XV secolo. L’opera, di grande pregio artistico, combina elementi scultorei e pittorici di difficile attribuzione. Per la parte lapidea sono stati ipotizzati i nomi di Giovanni Buora o dei maestri Pietro, Antonio e Tullio Lombardo, mentre per la decorazione pittorica si è fatto riferimento a Lorenzo Lotto, Giovanni Buonconsiglio e Girolamo Pennacchi, con la possibile collaborazione di Giovanni Matteo da Treviso.
Sempre nella zona presbiteriale è conservata una tavola raffigurante la Madonna in trono con angelo musicante e santi, realizzata da fra Marco Pensaben, detto "Maraveia", e completata nel 1521 da Giovanni Gerolamo Savoldo.

Per quanto riguarda l'affresco raffigurante i due paggi alla base del monumento Onigo, già nel Catalogo ufficiale della mostra di Lorenzo Lotto tenutasi a Venezia nel 1953, lo storico dell’arte Pietro Zampetti lo attribuiva con certezza a Lotto, ricostruendo con attenzione la storia delle diverse ipotesi attributive. Tale valutazione è confermata da ulteriori fonti, tra cui l'archivio Regesta Imperii e il Catalogo della Fondazione Zeri dell'Università di Bologna.

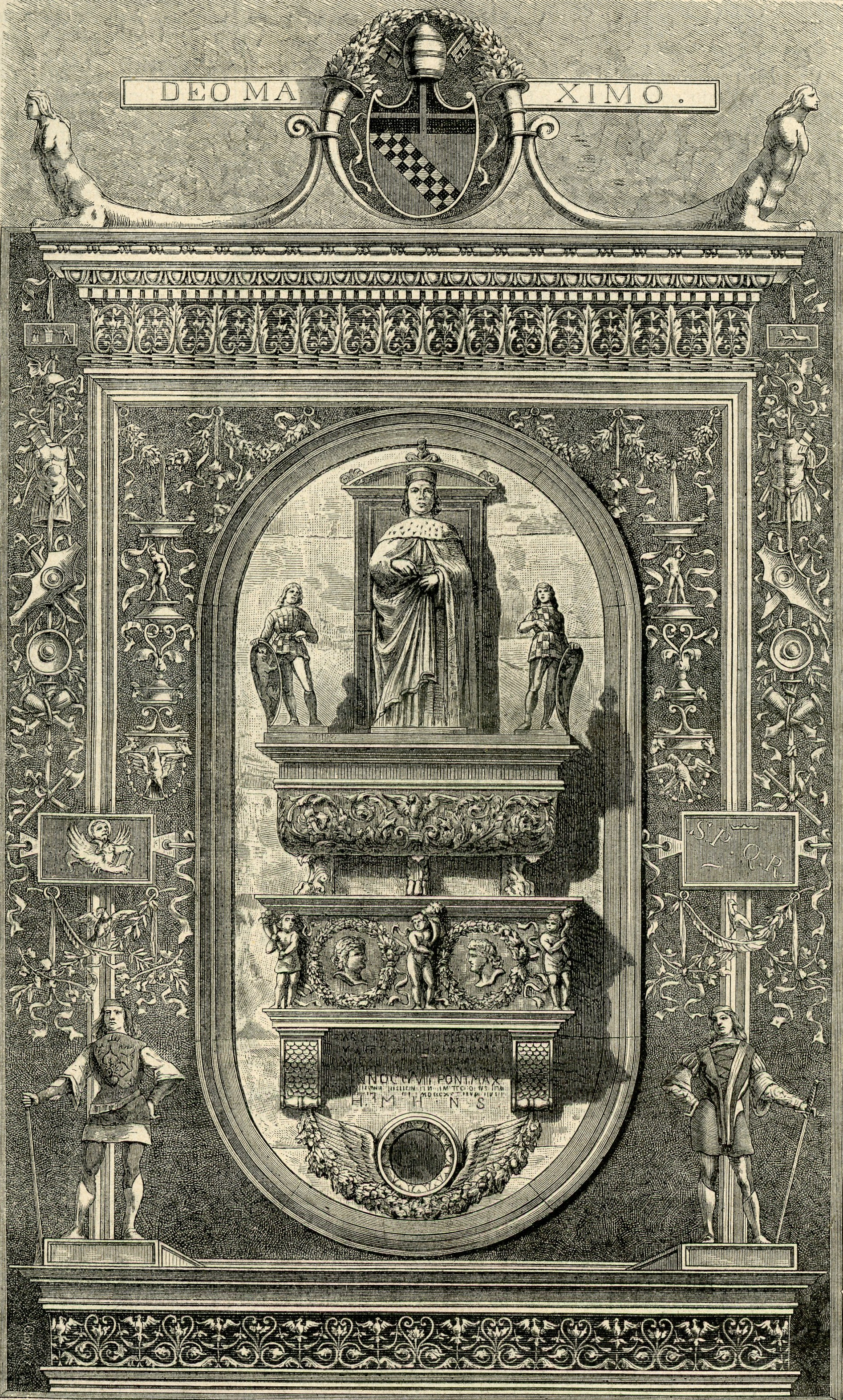
Il monumento Onigo con l'affresco dei due paggi alla base

#### Organi a canne

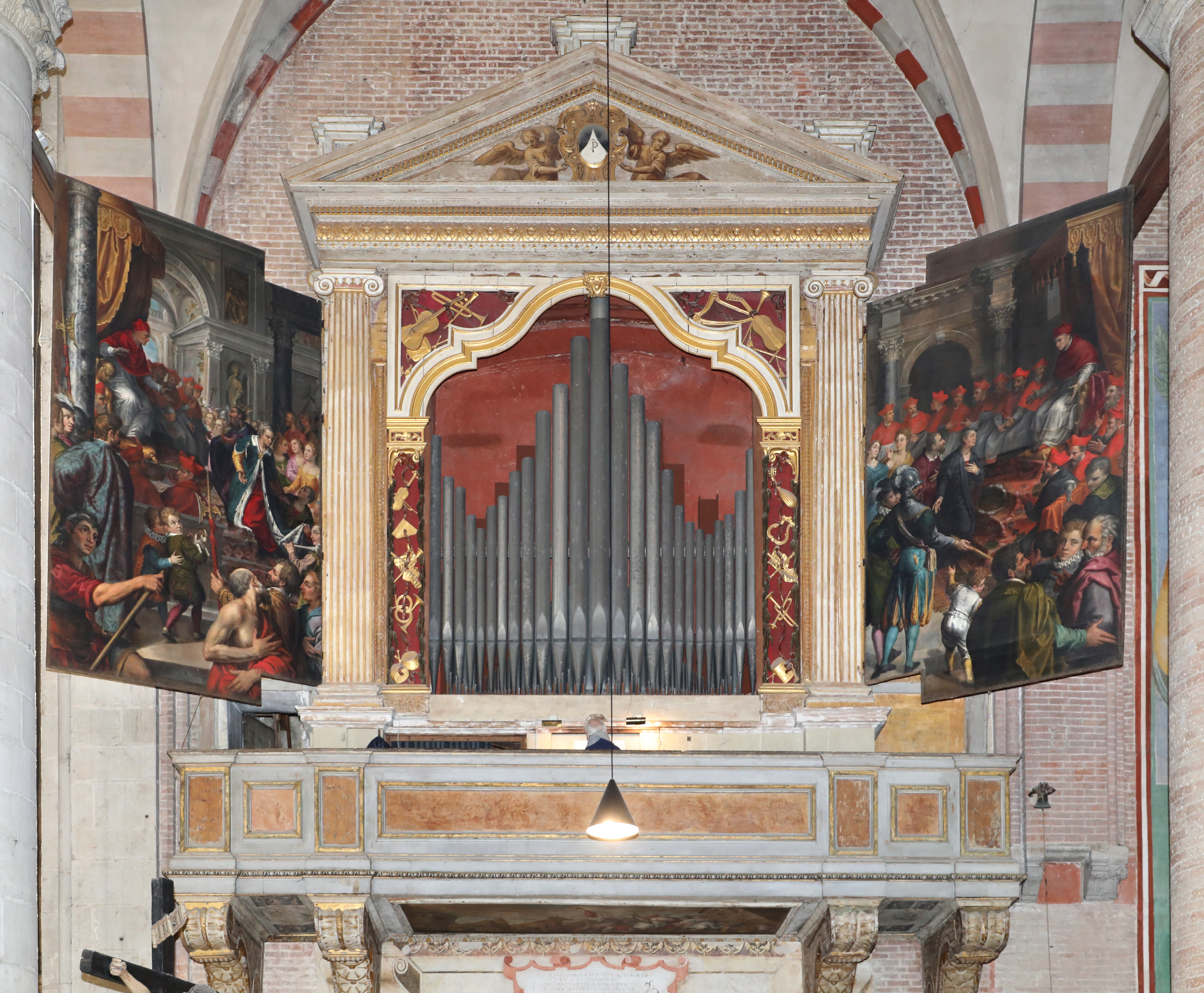
L'organo Callido

Nella navata destra, in posizione sopraelevata, si trova il grande organo di 12 piedi realizzato da Gaetano Callido tra il 1778 e il 1779, restaurato da Franz Zanin. Lo strumento, dotato di 36 registri su due manuali e pedale, presenta le ante dipinte da Giacomo Lauro con scene della vita di papa Benedetto XI.

Nel transetto sinistro è collocato un organo positivo di più recente costruzione, realizzato nel 2017 da Francesco Zanin su copia di uno strumento settecentesco. L'organetto, a unico manuale, dispone di un'ottava di pedaliera costantemente unita alla tastiera.

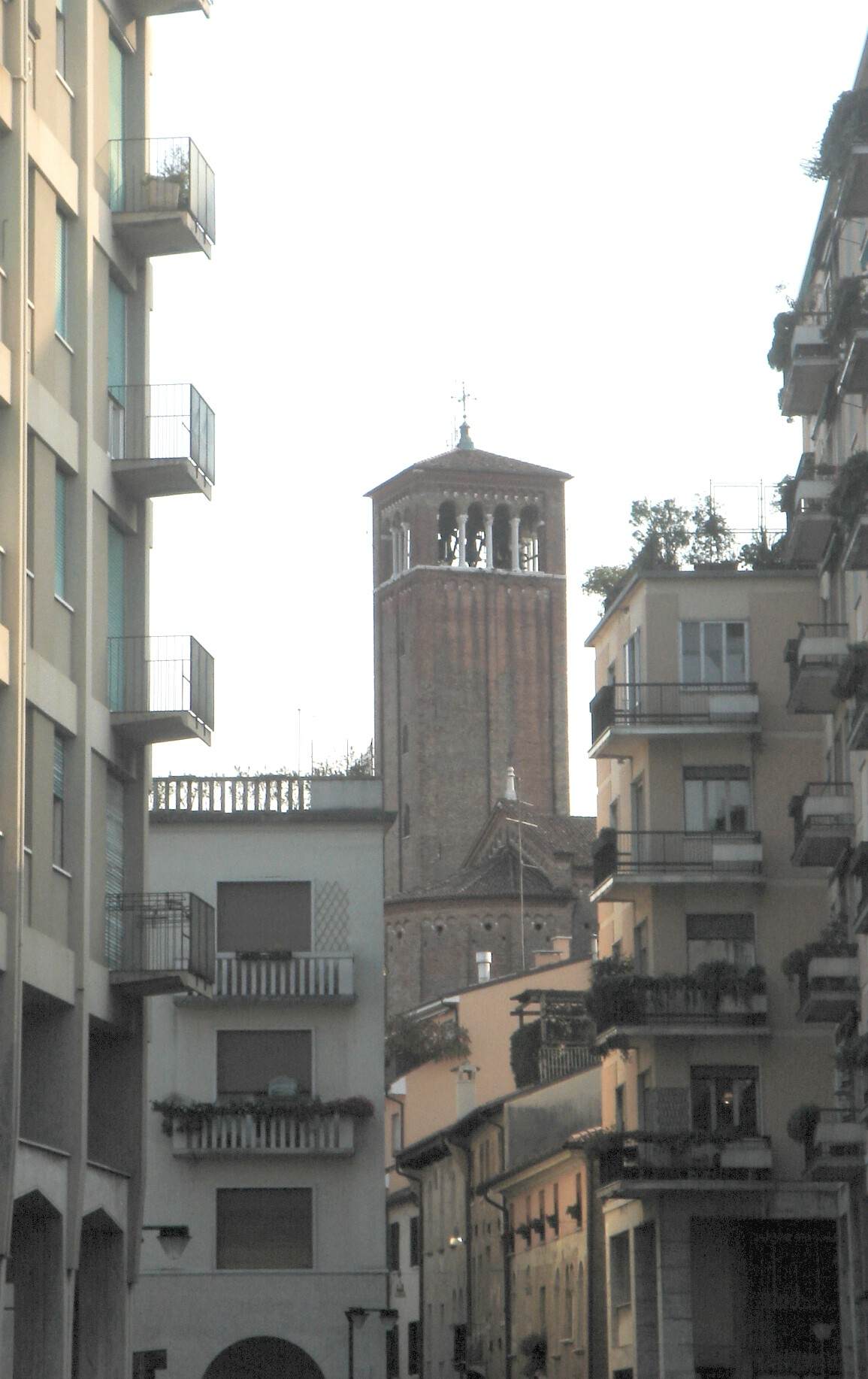
Il campanile di San Nicolò visto da nord

### Seminario vescovile
Il seminario vescovile ha sede dal 1840 nell'ex convento domenicano. Sono notevoli alcune sale, in particolare quella del capitolo dei Domenicani, dove lungo tutto il perimetro trova posto un vasto affresco di Tomaso da Modena (1352) che raffigura diversi abati; all'interno di questa sala, vi è la prima rappresentazione degli occhiali da vista.